# The Pinkprint
The Pinkprint é o terceiro álbum de estúdio da rapper trinidiana-americana Nicki Minaj, lançado em 15 de dezembro de 2014 pela Young Money Entertainment, Cash Money Records e Republic Records. Se afastando musicalmente dos elementos dance-pop de seu álbum anterior, Pink Friday: Roman Reloaded (2012), The Pinkprint é impulsionado pelas raízes de hip hop tradicional de Minaj. A rapper foi coprodutora executiva do álbum ao lado de Birdman, Lil Wayne e Ronald Williams.
The Pinkprint recebeu avaliações positivas dos críticas musicais, com muitos elogiando sua produção e letras pessoais. Foi incluído em múltiplas listas de fim de ano e de fim de década. Em 2016, recebeu uma indicação ao Grammy Award de Melhor Álbum de Rap. O álbum alcançou a segunda posição da Billboard 200, com 244.000 unidades vendidas em sua primeira semana, das quais 198.000 foram vendas puras. Também entrou no top dez no Canadá, Noruega e Suécia e no top vinte na Austrália, Croácia, Finlândia e Grécia. Até dezembro de 2015, o álbum já havia vendido 682.000 cópias nos Estados Unidos e, desde então, recebeu o certificado de platina dupla da Recording Industry Association of America (RIAA).
The Pinkprint produziu seis singles: "Pills n Potions", "Anaconda", "Only", "Bed of Lies", "The Night Is Still Young" e "Truffle Butter", que foi inicialmente uma faixa exclusiva para o iTunes. "Anaconda" atingiu a segunda posição da Billboard Hot 100, tornando-se na época a maior posição alcançada por Minaj no gráfico, enquanto outros quatro singles entraram no top quarenta. Para promover o álbum, Minaj embarcou na sua terceira turnê, The Pinkprint Tour, de março a agosto de 2015, abrangendo mais de cinquenta shows no período de cinco meses.

## Antecedentes
"Eu estava pensando que se eu quisesse, poderia voltar e fazer uma outra música pop como essa para vender, mas eu estou escolhendo a não fazer isso. Estou escolhendo em voltar para minha essência e suprir os meus fãs de hip-hop. Sinto que eu preciso disso porque é uma plataforma mais poderosa para mim ... Quando estou no palco, tocando minhas canções de rap, é mais orgânico."

— Minaj descrevendo suas intenções de voltar para o seu tradicional estilo hip hop no The Pink Print.
Depois de lançar seu segundo álbum de estúdio Pink Friday: Roman Reloaded, em abril de 2012, Minaj entrou na indústria de varejo com o lançamento de suas fragrâncias Pink Friday e Minajesty e uma introdução da linha de roupas exclusiva das lojas Kmart, denominada Nicki Minaj Collection. Em novembro daquele ano, ela também relançou o Pink Friday: Roman Reloaded em uma versão expandida, com o subtítulo The Re-Up; Minaj comentou que "no que diz respeito a produção [do álbum], eu gosto do caminho que o The Re-Up seguiu" e "eu quero continuar por esse caminho e adicionar mais coisas nele musicalmente".
Em maio de 2013, Minaj anunciou que seu terceiro álbum de estúdio ainda sem título, seria "concentrar em rap", enquanto Pink Friday: Roman Reloaded explorou mais elementos da música pop. Ela afirmou ainda que ela iria começar a escrever o material para o projeto no final daquele ano, depois que a produção do seu primeiro longa-metragem The Other Woman (2014) foi concluída. Em 17 de agosto, ela  divulgou fotos em sua conta no Instagram, de uma sessão de gravação com o músico Pharrell Williams em seu estúdio. Em novembro daquele ano, Minaj afirmou que ela havia começado a planejar o projeto, descrevendo-o como sendo "próximo nível" e "muito diferente de tudo que fiz", e confirmou que "definitivamente" será lançado em 2014.

## Lançamento
O disco foi mencionado pela primeira vez no freestyle de Minaj para a canção "Boss Ass Bitch" do grupo PTAF (Pretty Taking All Fades) em janeiro de 2014, e foi oficialmente anunciado como The Pink Print com a estréia da faixa "Lookin Ass Nigga" juntamente com o seu videoclipe dirigido por Nabil Elderkin em 12 de fevereiro; foi produzida, composta e co-escrita por Detail que também contribui com vocais de fundo; o título supostamente refere-se ao álbum The Blueprint (2001) de Jay-Z. Mais tarde, em fevereiro, Minaj comentou que ela não seguiria a campanha promocional tradicional em antecipação para o disco, ela afirmou que ela preferiu confirmar sua data de lançamento "[quando] o álbum estiver realmente pronto e após eu ter vivido com ele por um bom tempo", similar à estreia inesperada de Beyoncé da cantora americana Beyoncé em dezembro de 2013. A rapper revelou em 9 de setembro de 2014 que The Pinkprint seria lançado em 24 de novembro do mesmo ano, mas foi adiado para 15 de dezembro.
Nicki Minaj revelou a pré-venda do álbum em 01 de dezembro de 2014, e os nomes das faixas.

## Singles
- Pills N Potions - foi lançado como primeiro single do álbum em 21 de maio de 2014, chegou à posição #24 na Billboard Hot 100, #7 na Billboard R&B/Hip-Hop Songs e #2 na Billboard Rap Songs. O single foi certificado platina na Austrália e concorre a platina nos Estados Unidos
- Anaconda - chegou à posição #2 na Billboard Hot 100, #1 na Billboard R&B/Hip-Hop Songs e #1 na Billboard Rap Songs. O single ainda foi certificado platina dupla nos Estados Unidos.O single também bateu recorde vevo
- Only - chegou à posição #12 na Hot 100 e liderou as paradas de R&B e Rap.  O single é certificado de platina tripla nos Estados Unidos.
- Bed Of Lies - alcançou a posição #62 na Hot 100. Sua maior posição foi no Ultratop, da Austrália, onde alcançou a posição #18. Também teve destaque no Ultratop da Nova Zelândia, onde teve pico #32.
- Truffle Butter - lançado como single promocional, teve uma ótima repercussão nas paradas, atingindo a posição #14 na Hot 100. O single ainda foi certificado de platina nos Estados Unidos.
- The Night Is Still Young -  alcançou a posição #31 na Billboard Hot 100, sendo #6 na Billboard Rap Songs e #14 na Rhythmic Songs.
- Trini Dem Girls - lançada em 1 de setembro de 2015 como sétimo e último single do álbum.

Outras canções
- Feeling Myself - chegou à posição #6 na Billboard Rap Songs, #11 na Billboard R&B/Hip-Hop Songs e #39 na Billboard Hot 100. Um videoclipe para a faixa foi lançado em maio de 2015 sem qualquer anúncio prévio, através do TIDAL. O single é certificado de ouro nos Estados Unidos.

## Recepção da crítica
| Críticas profissionais | Críticas profissionais |
| Pontuações agregadas   | Pontuações agregadas   |
| Fonte                  | Avaliação              |
| ---------------------- | ---------------------- |
| Metacritic             | 72/100                 |
| Avaliações da crítica  |                        |
| Fonte                  | Avaliação              |
| Billboard              | [ 17 ]                 |
| Exclaim!               | 8/10                   |
| New York Daily News    | [ 19 ]                 |
| New York Post          | [ 20 ]                 |
| HipHopDX               | [ 21 ]                 |
| Rolling Stone          | [ 22 ]                 |
| Slant Magazine         | [ 23 ]                 |
| Spin                   | 7/10                   |
| Los Angeles Times      | [ 25 ]                 |
| Pitchfork              | 7/10                   |

O álbum, até agora, recebeu críticas positivas dos críticos de música. No Metacritic, o álbum recebeu uma pontuação média de 72, baseado em 16 avaliações. Niki McGloster, uma editora de Billboard, deu ao álbum uma avaliação positiva dizendo que "Embora seja muito cedo para dizer se o Pinkprint é um clássico, é seguro dizer que é o seu melhor álbum até à data. Minaj foi finalmente capaz de se fazer rap e limpar as questões que ela lutou com em privado em sua forma mais exposta ainda". Samantha O'Connor, de Exclaim!, deu ao álbum uma avaliação positiva dizendo que o álbum entrega "alguns dos melhores trabalhos do cuspidor mancha de língua como 19 forte, faixas multidimensionais ponta dos pés para fora do planeta pop de "Starships", inaugurando o rapper mais perto dela hip-originalmente matéria-hop raízes" também acrescentando que "[Minaj] é mais pessoal, mais atemporal e mais ligada a sua própria arte aqui, que serve alguns dos trabalhos mais superlativo de sua carreira estabelecida". Marcus Dowling, de HipHopDX, deu uma avaliação positiva dizendo que "The Pinkprint corre um caminho do meio entre a pop de mais de esforço e lirismo real, criando um tudo para alguém estético que Nicki não permite mudar para o desperdício. Como tal, é um empreendimento ambicioso, Nicki tem discutido de forma muito divertida". Randall Roberts, do Los Angeles Times, analisou o álbum dizendo: "Se a pista de dança de fim de adicionar confunde as coisas, é difícil culpar Minaj. Todo o 'The Pinkprint', ela está com a intenção de canalizar o seu talento para explorar e documentar seus muitos modos. A combinação é amiúde, se não é sempre, intoxica". Hardeep Phull, do New York Post, comentou dizendo que "seu hino grande-bunda 'Anaconda' foi um sucesso de verão - agora que Nicki Minaj tem a atenção de todos, o New Yorker serve um terceiro álbum surpreendentemente introspectivo e atmosférico".
A editora do Pitchfork, Meaghan Garvey, fez uma avaliação dizendo que "Os singles de Pinkprint agrada o álbum [mas] eles estão redimidos pelas faixas-bônus emocionantes, confundindo com um conjunto de seis músicas que eleva The Pinkprint de um álbum ocasionalmente transcendente para algo muito mais intrigante". Jim Faber, do New York Daily News, deu ao álbum uma comentário dizendo que "Lamentavelmente, [Pinkprint] não tomou ainda mais Minaj para o surrealismo que primeiro prometeu transformá-la em Missy Elliott para a décima potência. mas não há como negar o sentimento do álbum".

## Vendas
Nos Estados Unidos, The Pinkprint vendeu 198 mil unidades na primeira semana, além de 46 mil unidades resultantes de 16.8 milhões de streamings, totalizando em 244 mil cópias vendidas na primeira semana, debutando na segunda posição da Billboard 200. Foi a segunda melhor estreia por uma artista feminina do ano, também a segunda melhor estreia por uma artista de rap de 2014. Na segunda semana, o disco continuou na 2ª posição da parada, com mais 105 mil unidades comercializadas, com mais 51 mil unidades por streamings. Até 14 de Janeiro de 2015, The Pinkprint já vendeu mais de 388 mil unidades nos Estados Unidos. No Reino Unido, o álbum debutou na 22ª posição da parada, vendendo pouco mais de 17 mil unidades na primeira semana.

## Faixas
| Edição padrão |                                             | |                                                 |         |  |
| N.º           | Título                                      | Compositor(es)                                                                                            | Produtor(es)                                    | Duração |  |
| 1.            | "All Things Go"                             | Onika Maraj Matthew Samuels Ester Dean Anderson Hernandez Allen Ritter                                    | Boi-1da Vinylz Allen Ritter                     | 4:53    |  |
| 2.            | "I Lied"                                    | Maraj Michael Williams M. Bell Dean                                                                       | Mike Will Made It                               | 5:04    |  |
| 3.            | "The Crying Game" (com Jessie Ware)         | Minaj Jessie Ware Andrew Wansel Warren Felder Steven Mostyn                                               | Pop Wansel                                      | 4:25    |  |
| 4.            | "Get On Your Knees" (com Ariana Grande)     | Maraj Katy Perry Chloe Angelides Lukasz Gottwald Sarah Hudson Jacob Kasher Hindlin Henry Walter           | Dr. Luke Cirkut                                 | 3:36    |  |
| 5.            | "Feeling Myself" (com Beyoncé)              | Maraj Beyoncé Knowles Solána Rowe Chauncey Hollis                                                         | Hit-Boy                                         | 3:57    |  |
| 6.            | "Only" (com Drake, Lil Wayne e Chris Brown) | Maraj Aubrey Graham Dwayne Carter Chris Brown Jeremy Coleman Gottwald Theron Thomas Timothy Thomas Walter | Dr. Luke Cirkut HBM JMIKE Rock City             | 5:12    |  |
| 7.            | "Want Some More"                            | Maraj Jeremih Felton Xavier Dotson Christian Ward Leland Wayne                                            | Yung Berg                                       | 3:49    |  |
| 8.            | "Four Door Aventador"                       | Maraj Asabe Ighile Parker Ighile                                                                          | Parker Ighile                                   | 3:02    |  |
| 9.            | "Favorite" (com Jeremih)                    | Maraj Robert Williams Felton Darhyl Camper Rob Holladay Ward                                              | Yung Berg                                       | 4:02    |  |
| 10.           | "Buy a Heart" (com Meek Mill)               | Maraj Williams Ward Armond Redmen                                                                         | Yung Berg Arch Tha Boss                         | 4:15    |  |
| 11.           | "Trini Dem Girls" (com Lunchmoney Lewis)    | Maraj Coleman Gottwald Hindlin Gamal Lewis Theron Thomas Alexander Castillo Vasquez Walter                |                                                 | 3:14    |  |
| 12.           | "Anaconda"                                  | Maraj Jamal Jones James Strife Jonathan Solone-Myvett Ernest Clark Marcos Palacios Anthony Ray            | Polow da Don Da Internz                         | 4:20    |  |
| 13.           | "The Night Is Still Young"                  | Maraj Dean Gottwald Theron Thomas Walter                                                                  |                                                 |         |  |
| 14.           | "Pills N Potions"                           | Maraj Dean Gottwald Walter                                                                                | Dr. Luke Cirkut                                 | 4:27    |  |
| 15.           | "Bed of Lies" (com Skylar Grey)             | Maraj Holly Hafermann Daniel Johnson Coleman Breyan Isaac Vinay Vyas Justin Davey Alexander Grant         | Alex da Kid Kane Beatz TODAY Breyan Isaac JMIKE | 4:29    |  |
| 16.           | "Grand Piano"                               | Maraj Johnson Dean William Adams Keith Harris Peter Lord                                                  | Kane Beatz The Mad Violinist                    | 4:19    |  |

| Edição deluxe |                             |                                                                                |                                   |         |  |
| N.º           | Título                      | Compositor(es)                                                                 | Produtor(es)                      | Duração |  |
| 17.           | "Big Daddy" (com Meek Mill) | Maraj Williams Ronald LaTour John Julian Daveon Jackson Brock Korsan           | Cardo John Julian Yung Exclusive  | 3:19    |  |
| 18.           | "Shanghai"                  | Maraj Robert V Sample Steven Nathaniel Pugh Irvin Whitlow Deshawn Kennedy Ward | Maraj Shama Joseph Lasanna Harris | 3:39    |  |
| 19.           | "Win Again"                 | Maraj Shama Joseph Lasanna Harris                                              | Sak Pase                          | 4:10    |  |

| Faixa exclusiva do iTunes |                                          |                                                    |                |         |  |
| N.º                       | Título                                   | Compositor(es)                                     | Produtor(es)   | Duração |  |
| 20.                       | "Truffle Butter" (com Drake e Lil Wayne) | Maraj Graham Carter Paul Jefferies Mary Jane Coles | Paul Jefferies | 3:39    |  |

| Faixas exclusivas do Target |                     |                |                                                              |         |  |
| N.º                         | Título              | Compositor(es) | Produtor(es)                                                 | Duração |  |
| 21.                         | "Mona Lisa"         |                | Onika Maraj Andre Proctor Rasool diaz Brian Soko Noel Fisher | 3:28    |  |
| 22.                         | "Put You in a Room" |                | Onika Maraj Noel Fisher Andre Proctor                        | 2:59    |  |

## Desempenho nas paradas
| Paradas (2014)                          | Melhor posição |
| --------------------------------------- | -------------- |
| Alemanha (Offizielle Deutsche Charts)   | 69             |
| Austrália (ARIA)                        | 19             |
| Estados Unidos (Billboard 200)          | 2              |
| Estados Unidos (Top R&B/Hip Hop Albums) | 1              |
| Irlanda (IRMA)                          | 31             |
| Nova Zelândia (RMNZ)                    | 25             |
| Países Baixos (Dutch Charts)            | 32             |
| Reino Unido (UK Albums Chart)           | 22             |

## Histórico de lançamento
| Região        | Data                   | Formato             | Ref.          |
| ------------- | ---------------------- | ------------------- | ------------- |
| Nova Zelândia | 11 de dezembro de 2014 | Download digital    | [ 39 ]        |
| Alemanha      | 12 de dezembro de 2014 | Download digital    | [ 40 ]        |
| Mundo         | 15 de dezembro de 2014 | CD Download digital | [ 41 ] [ 42 ] |
| Brasil        | 21 de Janeiro de 2015  | CD                  |               |